# Chien du heaume
Chien du heaume est un livre de la romancière française Justine Niogret paru en 2009. Premier roman de son autrice, il est fortement inspiré du Moyen Âge français. Il a obtenu en 2010 le prix Imaginales  et le grand prix de l'Imaginaire.

## Résumé
Le thème du roman est une quête, celle d'une guerrière à la recherche de son nom. Petite et disgracieuse, elle s'est taillé sa place dans un monde de mercenaires, « Chien du heaume » est le surnom qu'elle en a gardé.  
C'est grâce à son arme, une hache aux motifs particuliers, qu'elle espère retrouver la trace de ses origines, en partant à la recherche de celui qui l'a forgée.

## Réception
Les critiques saluent particulièrement l'ambiance du roman, dans un univers médiéval âpre loin des poncifs du genre, et le style prenant du récit,.

## Suite
Le roman a fait l'objet d'une suite, Mordre le bouclier, parue en 2011.